# René Maltête
René Maltete (Lamballe, 8 de mayo de 1930 - 28 de noviembre de 2000) fue un fotógrafo francés conocido principalmente por el ocurrente toque humorístico de sus imágenes. Fue un activo pacifista y ecologista, lo que, por supuesto, se refleja en muchas de sus fotografías.

## Biografía
René Maltete se inició en la fotografía con tan sólo 16 años. En 1951, decide emprender un viaje a París para ser asistente de dirección. Un año más tarde consiguió trabajo, en prácticas, como asistente de puesta en escena de Jacque Tati y de Claude Barma. Pero no le fue del todo bien, ya que Maltête solamente conseguía trabajos que le permitían, únicamente, subsistir.
En 1958, consiguió un puesto en la agencia Rapho, la agencia más antigua de fotoperiodismo en Francia, creada por Rado y, entre otros, Brassai.
En 1960 logró publicar, el libro “París de las calles y canciones” con poemas de Brassens, Trenet, Mac Orlan, Jacques Prévert y Boris Vian.
Lograba captar escenas cotidianas insólitas, con humor y elegancia. Aunque muchos fotógrafos de la época lo sospecharan, como Robert Doisneau logra crear una puesta en escena en sus fotografías; donde se le notaba la influencia de los asistentes de puesta en escena con los que trabajó.
Antes de ser fotógrafo fue humorista, declarando que “Nada es más necesario que el humor porque nos evita tener que sufrir con las cosas, dada nuestra impotencia individual y a tener que modificarlas” y continuaba diciendo que era “una de las manifestaciones más claras de inteligencia, de honestidad y salud mental”. Había hecho del humor “Ese espermatozoide frío en el orgasmo de la costumbre... Ese golpe bajo a los tabúes, reglamentos y códigos confortables”.
Fue un ecologista militante, le preocupaba la protección del planeta, estaba contra la guerra. Sus amigos recuerdan “¡Cuantos 8 de mayos y 11 de noviembre tuvimos que pasar en los cuarteles de policía!”

## Obra poética y fotográfica
- 1960 - Paris des rues et des chansons, Éditions Port-royal/Robert Laffont (épuisé) reeditó Casa Pierre Bordas en 1995.
- 1960 - Au petit bonheur, la France, Éditions Hachette.
- 1962 - Intervention à coeur ouvert, Éditions Grassin.
- 1980 - Graines pour les sans jardín, Éditions Firmin-Didot.
- 1985 - Scribouillages, chez Plessier. Poèmes et photos.
- 1987 - Cent poèmes pour la paix, Éditions Le Cherche Midi (prefacio de Bernard Clavel, couverture de Roland Topor).
- 1991 - 100 poèmes pour l'écologie, Éditions Le Cherche Midi (prefacio de Hubert Reeves).
- 1995 - À quoi ça rime ?, Éditions Donner à voir. Poemas y fotos.
- 2003 - Des yeux plein les poches, Éditions Glénat - La más famosa de sus publicaciones.

Los sitios creados por su hijo están agregados para que puedan apreciar más fotografías de René Maltete, como les gustaba recordarlo “Mala cara” en viejo francés.